# Cena Strega
Cena Strega (italsky Premio Strega) je nejprestižnější italská literární cena. Je udělována každoročně od roku 1947 za nejlepší prozaické dílo italského autora, poprvé vydané mezi 1. květnem předchozího roku a 30. dubnem. Mezi držitele ceny patří
Cesare Pavese (1950),
Alberto Moravia (1952),
Giorgio Bassani (1956),
Dino Buzzati (1958),
Giuseppe Tomasi di Lampedusa (1959),
Primo Levi (1979) nebo
Umberto Eco (1981).

## Historie

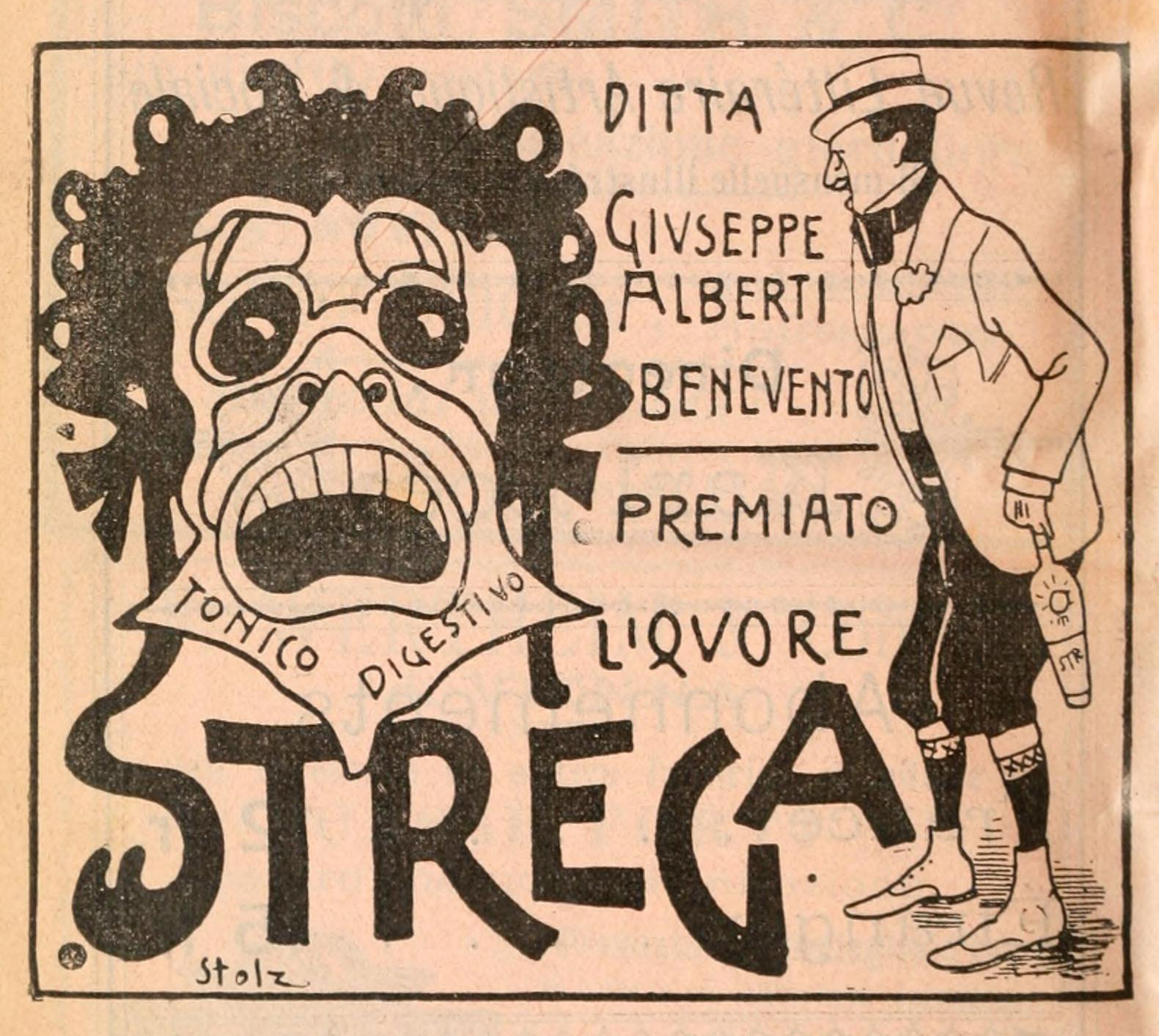
Plakát na likér Strega z roku 1902. Cena byla po něm pojmenována v roce 1947, když se jejím spoluzakladatelem stal majitel likérky Guido Alberti.

V roce 1944 začali Maria a Goffredo Bellonci ve svém domě v Římě pořádat literární setkání. Těchto nedělních setkání spisovatelů, umělců a intelektuálů se zúčastňovala řada nejvýznamnějších osobností italského kulturního života. Tato skupina začala být známá jako Amici della Domenica, neboli „Nedělní přátelé“. V roce 1947 se Bellonciovi, společně s Guido Albertim, majitelem společnosti vyrábějící likér Strega, rozhodli založit cenu za beletrii. Její vítěz měl být volen „Nedělními přáteli“.
Činnost kruhu kolem Bellonciových a ustanovení literární ceny byla vnímána jako počátek obnovy italského kulturního života, poznamenaného léty fašistického režimu, války, okupace a osvobození. Prvním vítězem ceny Strega, zvolený „Nedělními přáteli“, byl Ennio Flaiano. Cenu získal za svůj první a jediný román Tempo di uccidere (do češtiny přeložen jako Čas zabíjet), zasazený do Afriky během Habešské války.

## Postup výběru
Od smrti Marie Bellonci roku 1986 je cena spravována nadací Fondazione Maria e Goffredo Bellonci.
Dnes tvoří porotu více než 400 osobností italského kulturního života, kteří se stále označují jako „Nedělní přátelé“. K nominaci knihy je potřeba doporučení alespoň dvou „přátel“. Tento dlouhý seznam je pak v prvním kole, které se koná v sídle nadace (byt Bellonciových), zúžen na pět finalistů, tzv. „cinquina“. Toto první kolo se koná v červnu. Druhé kolo volby, následované vyhlášením vítěze se koná ve Villa Giulia v Římě během prvního čtvrtku v červenci.

## Premio Strega speciale
V roce 2006, šedesátém výročí ceny Strega, bylo uděleno zvláštní ocenění, a to Ústavě Itálie, která byla vytvořena a schválena během roku 1946, v roce založení ceny Strega. Cenu převzal bývalý prezident Italské republiky Oscar Luigi Scalfaro.

## Držitelé ceny

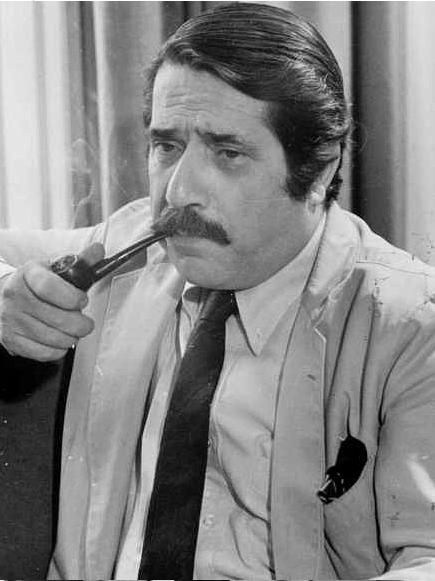
Ennio Flaiano, první laureát ceny (1947)

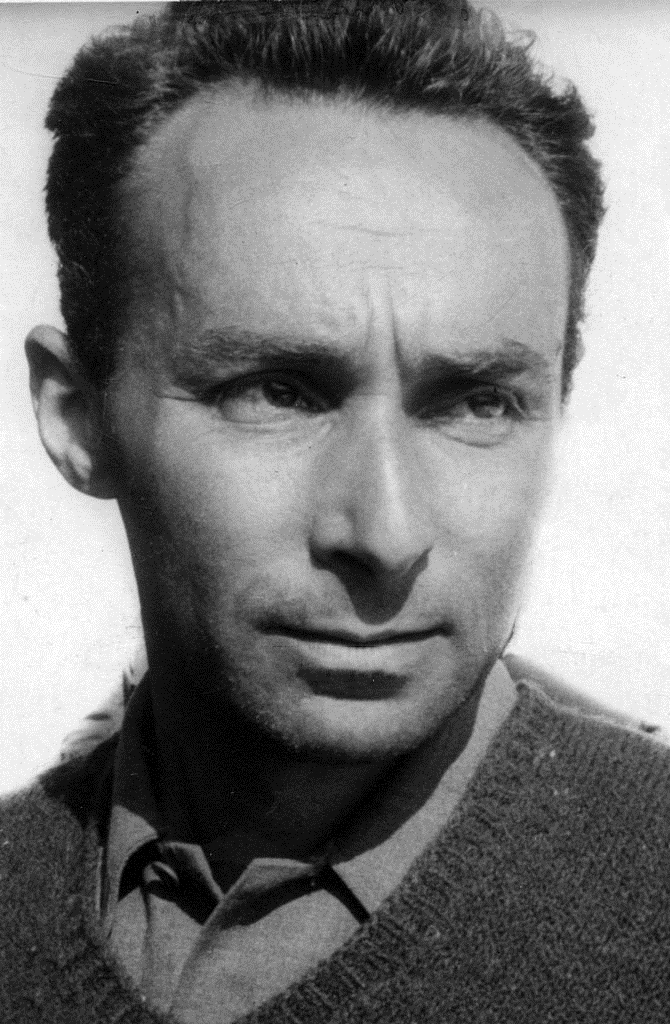
Primo Levi, laureát ceny za rok 1979

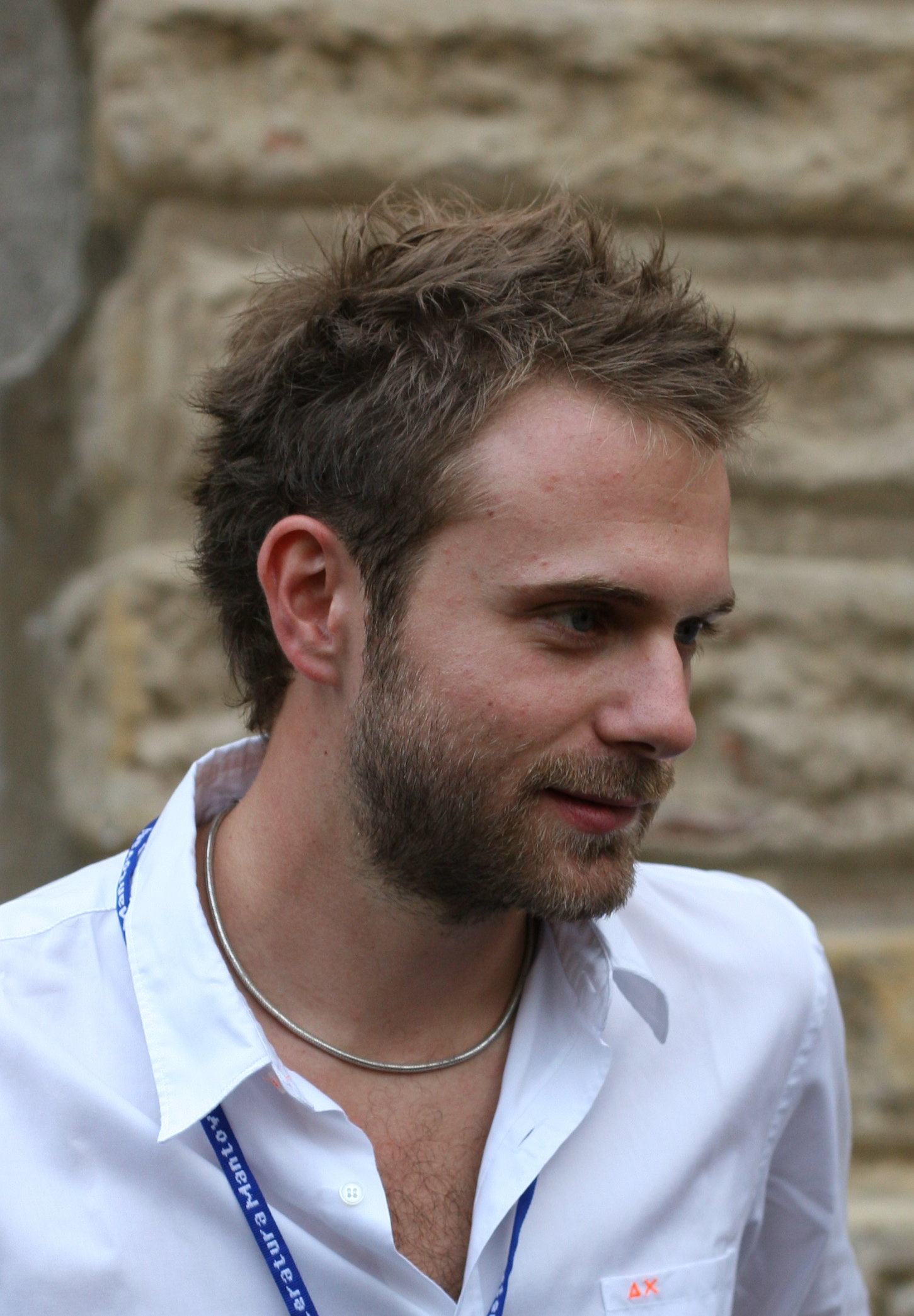
Paolo Giordano, laureát ceny za rok 2008

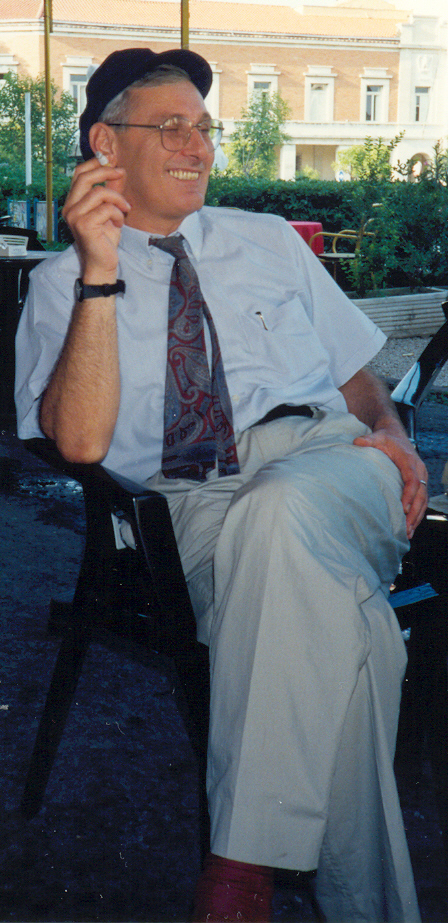
Antonio Pennacchi, laureát ceny za rok 2010

- 1947 – Ennio Flaiano, Tempo di uccidere (Čas zabíjet, Naše vojsko, Praha 1968, přel. Josef Kostohryz)
- 1948 – Vincenzo Cardarelli, Villa Tarantola
- 1949 – Giambattista Angioletti, La memoria
- 1950 – Cesare Pavese, La bella estate
- 1951 – Corrado Alvaro, Quasi una vita
- 1952 – Alberto Moravia, I racconti
- 1953 – Massimo Bontempelli, L'amante fedele
- 1954 – Mario Soldati, Lettere da Capri
- 1955 – Giovanni Comisso, Un gatto attraversa la strada
- 1956 – Giorgio Bassani, Cinque storie ferraresi
- 1957 – Elsa Morante, L'isola di Arturo
- 1958 – Dino Buzzati, Sessanta racconti (výbor: Sedm pater:Výbor z povídek, Odeon, Praha 1989, přel. Alena Hartmanová)
- 1959 – Giuseppe Tomasi di Lampedusa, Il gattopardo (Gepard, SNKLU, Praha 1963, přel. Jaroslav Pokorný)
- 1960 – Carlo Cassola, La ragazza di Bube
- 1961 – Raffaele La Capria, Ferito a morte (Smrtel’ne ranený, Smena, Bratislava 1983, přel. František Hruška)
- 1962 – Mario Tobino, Il clandestino (Ve znamení Medusy, Naše vojsko, Praha 1983, přel. Josef Hajný)
- 1963 – Natalia Ginzburgová, Lessico famigliare (Rodinná kronika, Práce, Praha 1977, přel. Alena Krejčí)
- 1964 – Giovanni Arpino, L'ombra delle colline
- 1965 – Paolo Volponi, La macchina mondiale (Světa stroj, Odeon, Praha 1968, přel. Zdeněk Digrin)
- 1966 – Michele Prisco, Una spirale di nebbia (Cár mlhy, Práce, Praha 1984, přel. Josef Hajný)
- 1967 – Anna Maria Ortese, Poveri e semplici
- 1968 – Alberto Bevilacqua, L'occhio del gatto
- 1969 – Lalla Romano, Le parole tra noi leggere
- 1970 – Guido Piovene, Le stelle fredde
- 1971 – Raffaello Brignetti, La spiaggia d'oro
- 1972 – Giuseppe Dessì, Paese d'ombre (Ostrov stínů, Odeon, Praha 1975, přel. Eva Zaoralová)
- 1973 – Manlio Cancogni, Allegri, gioventù
- 1974 – Guglielmo Petroni, La morte del fiume
- 1975 – Tommaso Landolfi, A caso
- 1976 – Fausta Cialente, Le quattro ragazze Wieselberger
- 1977 – Fulvio Tomizza, La miglior vita
- 1978 – Ferdinando Camon, Un altare per la madre
- 1979 – Primo Levi, La chiave a stella
- 1980 – Vittorio Gorresio, La vita ingenua
- 1981 – Umberto Eco, Il nome della rosa (Jméno růže, Odeon, Praha 1985, přel. Zdeněk Frýbort)
- 1982 – Goffredo Parise, Il sillabario n.2
- 1983 – Mario Pomilio, Il Natale del 1833
- 1984 – Pietro Citati, Tolstoj
- 1985 – Carlo Sgorlon, L'armata dei fiumi perduti
- 1986 – Maria Bellonci, Rinascimento privato
- 1987 – Stanislao Nievo, Le isole del paradiso
- 1988 – Gesualdo Bufalino, Le menzogne della notte
- 1989 – Giuseppe Pontiggia, La grande sera
- 1990 – Sebastiano Vassalli, La chimera
- 1991 – Paolo Volponi, La strada per Roma
- 1992 – Vincenzo Consolo, Nottetempo, casa per casa
- 1993 – Domenico Rea, Ninfa plebea
- 1994 – Giorgio Montefoschi, La casa del padre
- 1995 – Maria Teresa Di Lascia, Passaggio in ombra
- 1996 – Alessandro Barbero, Bella vita e guerre altrui di Mr. Pyle, 'gentiluomo'
- 1997 – Claudio Magris, Microcosmi  (Mikrokosmy, Mladá fronta, Praha 2000, přel. Kateřina Vinšová)
- 1998 – Enzo Siciliano, I bei momenti
- 1999 – Dacia Marainiová, Buio
- 2000 – Ernesto Ferrero, N.
- 2001 – Domenico Starnone, Via Gemito
- 2002 – Margaret Mazzantiniová, Non ti muovere  (Nehýbej se, Ikar, Praha 2004, přel. Alena Jíchová)
- 2003 – Melania G. Mazzucco, Vita
- 2004 – Ugo Riccarelli, Il dolore perfetto
- 2005 – Maurizio Maggiani, Il viaggiatore notturno
- 2006 – Sandro Veronesi, Caos calmo
- 2007 – Niccolò Ammaniti, Come Dio comanda
- 2008 – Paolo Giordano, La solitudine dei numeri primi (Osamělost prvočísel, Odeon, Praha 2009, přel. Alice Flemrová)
- 2009 – Tiziano Scarpa, Stabat mater
- 2010 – Antonio Pennacchi, Canale Mussolini
- 2011 – Edoardo Nesi, Storia della mia gente
- 2012 – Alessandro Piperno, Inseparabili
- 2013 – Walter Siti, Resistere non serve a niente
- 2014 – Francesco Piccolo, Il desiderio di essere come tutti
- 2015 – Nicola Lagioia, La ferocia
- 2016 – Edoardo Albinati, La scuola cattolica
- 2017 – Paolo Cognetti, Le otto montagne
- 2018 – Helena Janeczek, La ragazza con la Leica [1]
- 2019 – Antonio Scurati, M. Il figlio del secolo
- 2020 – Sandro Veronesi, Il colibrì
- 2021 – Emanuele Trevi, Due vite
- 2022 – Mario Desiati, Spatriati
- 2023 – Ada D'Adamo, Come d'aria
- 2024 – Donatella Di Pietrantonio, L'età fragile